# クリスティアン・ギュンター・フォン・ベルンシュトルフ
クリスティアン・ギュンター・フォン・ベルンシュトルフ伯爵（ドイツ語: Christian Günther Graf von Bernstorff、1769年4月3日 - 1835年3月18日）は、デンマーク王国とプロイセン王国の政治家、外交官。

## 生涯
デンマークの政治家アンドレアス・ペーター・フォン・ベルンシュトルフの息子として、1769年4月3日にコペンハーゲンで生まれた。父の指示により外交職に向けた教育を受け、1787年にスウェーデン国会が開会するときのデンマーク代表のアタッシェを務めた。1789年、母方のおじフリードリヒ・レオポルト・ツー・シュトルベルク＝シュトルベルクがデンマーク大使を務めるベルリンに派遣された。シュトルベルクの影響力とベルンシュトルフ自身の社交力により出世街道をひた走って臨時代理大使に任命され、1791年には全権公使に任命された。
1794年、より重要なストックホルム駐在デンマーク大使に転じたが、1797年5月に父が危篤に陥ったためベルンシュトルフは代理として本国に召還された。同年6月21日に父が死去すると、その後を継いで枢密院議長（当時のデンマーク首相にあたる）と外務大臣に就任した。その後、ベルンシュトルフは1810年5月までデンマークの外交政策を担当したが、1801年4月2日のコペンハーゲンの海戦と1807年のコペンハーゲン砲撃とデンマーク艦隊の拿捕といった難局に直面した時期でもあった。
デンマーク外務大臣の職から退いた後、しばらくは公職につかなかったが、1811年に（デンマークとオーストリアが名目上戦争状態にあったにもかかわらず）ウィーン駐在デンマーク大使に任命された。1814年1月にデンマークがキール条約で戦争から脱落すると、ベルンシュトルフは公的にも大使に復帰した。彼はオーストリア皇帝フランツ1世とともにパリに向かい、1814年の第一次パリ条約の署名式にも出席した。ウィーン会議では弟のヨアヒム・フリードリヒ・フォン・ベルンシュトルフとともにデンマーク代表を務めた。1815年に再び対仏大同盟諸国代表とともにパリに向かったが、同年にコペンハーゲンに戻った。1817年にベルリン駐在デンマーク大使に任命され、同時に弟ヨアヒムがウィーンに派遣された。
翌1818年、プロイセン王国宰相カール・アウグスト・フォン・ハルデンベルクからの招聘を受けてプロイセンの外交官に転じ、1818年10月のアーヘン会議にプロイセン代表として出席した。以降はトロッパウ会議、ライバッハ会議、ヴェローナ会議に出席、ドイツ関税同盟の結成も推進した。1830年革命ではベルギー独立革命とポーランド11月蜂起がヨーロッパ全体に飛び火するのを防いだ。
1824年以降、痛風に悩まされてきたが、激務で病状が悪化し、1832年春には外相を辞任した。外相の後任は副外相を1年間務めていたフリードリヒ・アンシロンとなった。1835年3月18日、ベルンシュトルフは死去した。

## 評価
プロイセン外相としての経歴ではプロイセンの国益よりクレメンス・フォン・メッテルニヒと神聖同盟への追従を優先したとの批判もある。実際の行動においては1815年ウィーン条約と1819年のカールスバート決議への支持があり、トロッパウ、ライバッハ、ヴェローナ3会議でもメッテルニヒを支持した。一方でドイツ関税同盟はプロイセン王国のドイツにおける覇権の礎であり、1828年に勃発した露土戦争ではメッテルニヒを支持しなかったため、一概には言えない面もある。

## 関連図書
- Jakob Caro (1875). "Bernstorff, Christian Graf von". Allgemeine Deutsche Biographie (ドイツ語). Vol. 2. Leipzig: Duncker & Humblot. pp. 494–499.
- Hermann Kellenbenz: Bernstorff, Christian Günther Graf von. In: Neue Deutsche Biographie (NDB). Band 2, Duncker & Humblot, Berlin 1955, ISBN 3-428-00183-4, S. 139 f. (電子テキスト版).